# Casa Amatller

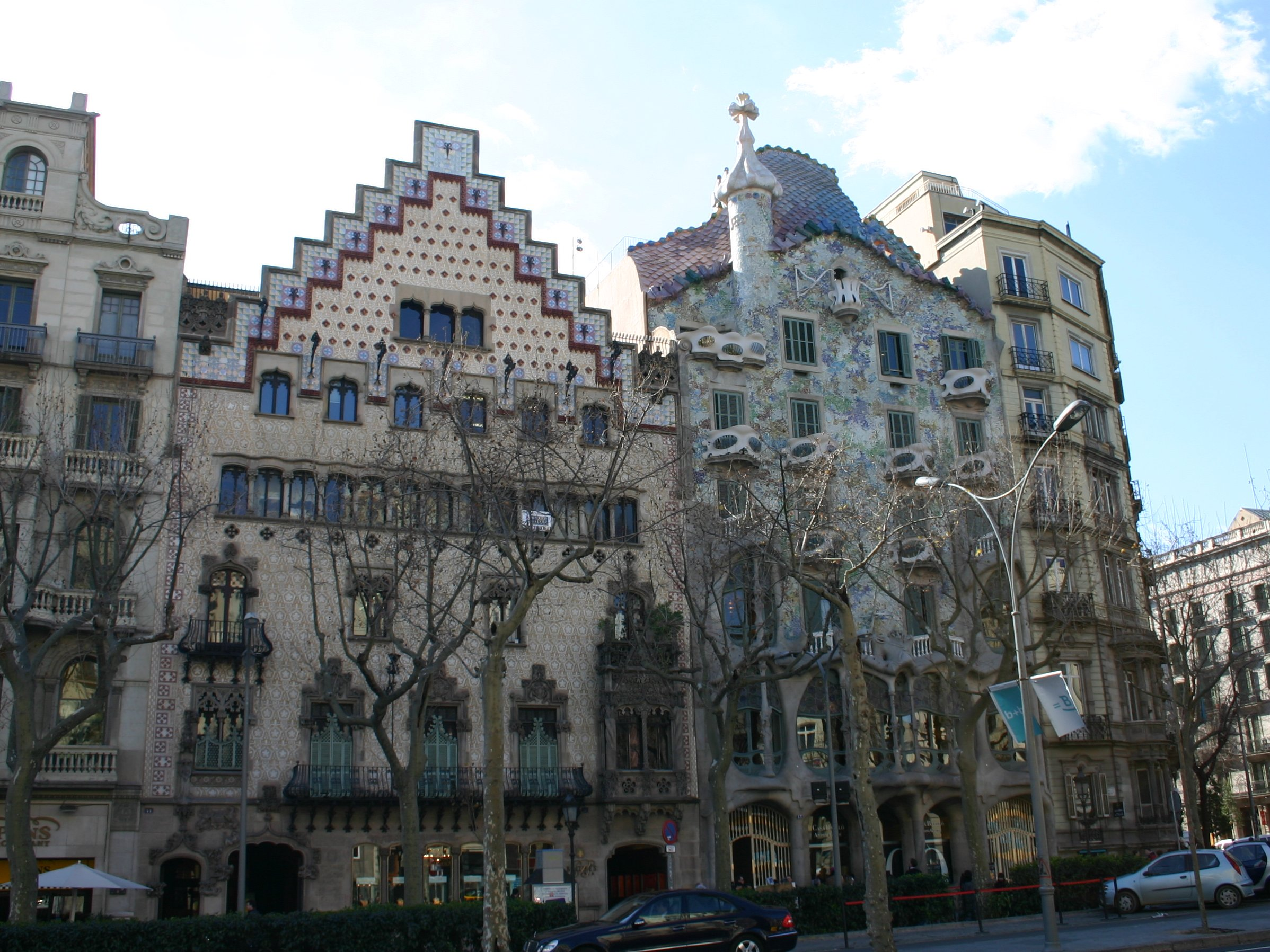
Casa Amatller (links) en Casa Batlló.

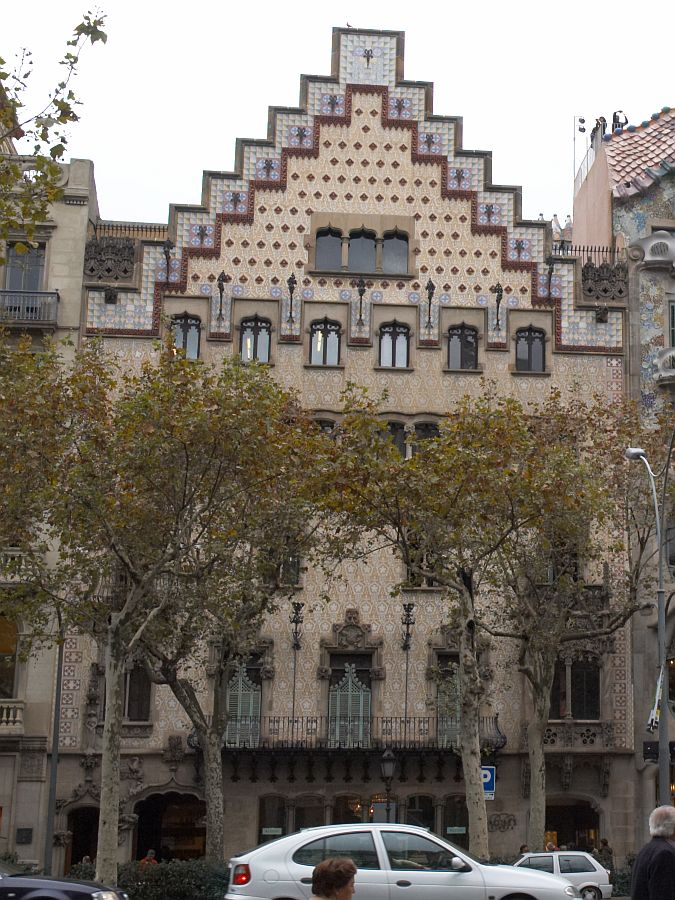
Casa Amatller

Casa Amatller is een modernistisch gebouw in Barcelona, ontworpen door Josep Puig i Cadafalch. Samen met Casa Batlló en Casa Lleó Morera vormt het Manzana de la Discordia. Manzana kun je zowel vertalen als huizenblok als appel. Discorida betekent twist of conflict. Op de twistappel uit de griekse mythologie stond geschreven "voor de mooiste". Het gebouw werd oorspronkelijk ontworpen als residentie voor chocolatier Antoni Amatller en werd gebouwd tussen 1898 en 1900.
Voor de entree van het gebouw ontwierp de architect tegels met de bloem van Barcelona. Tegels met deze vormgeving zouden later veelvuldig gebruikt worden voor bestrating in de hele stad, en met name in de wijk Eixample, en zijn uitgegroeid tot een symbool van de stad. 

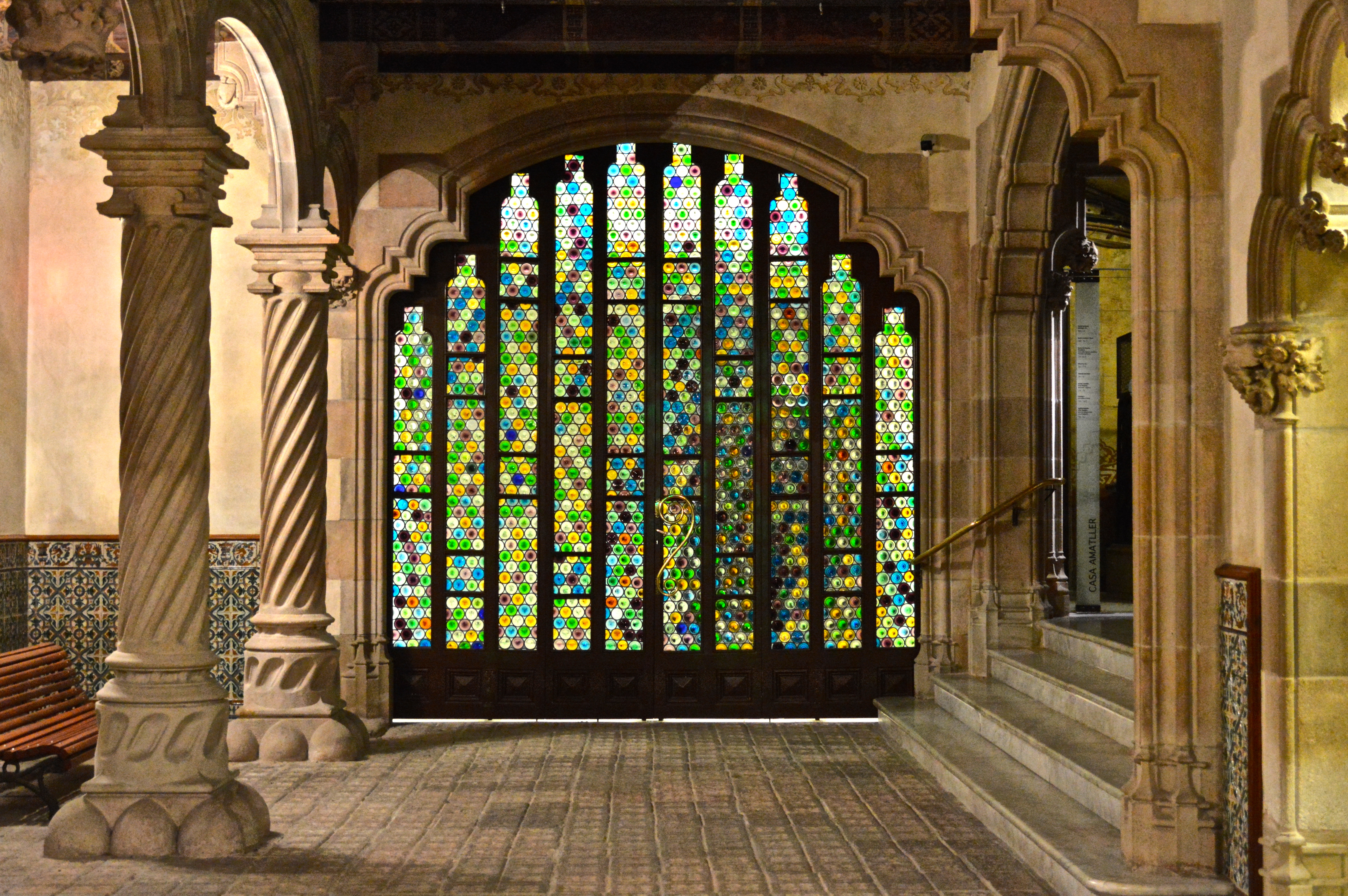
entreehal
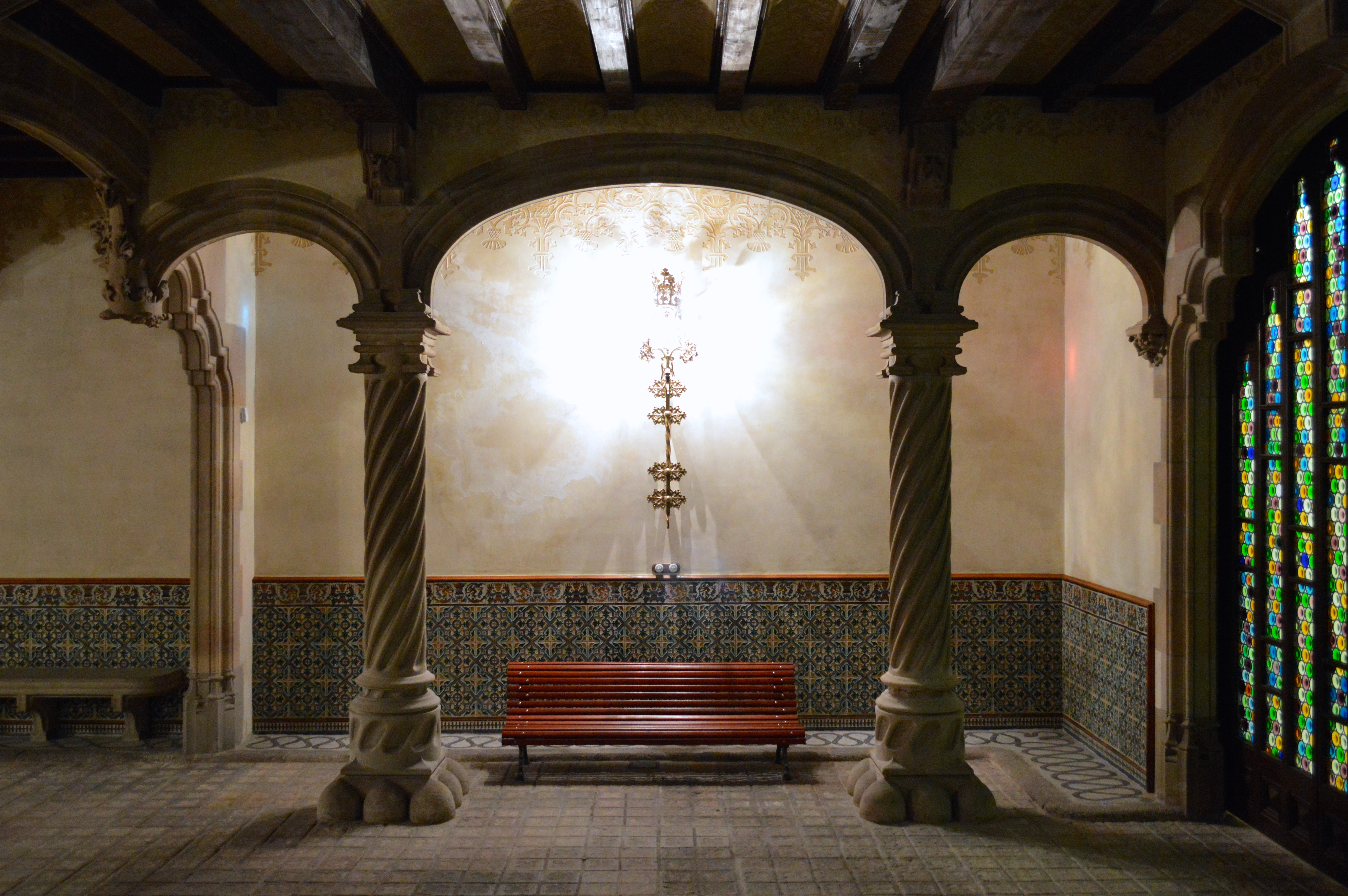
Bank in de entreehal
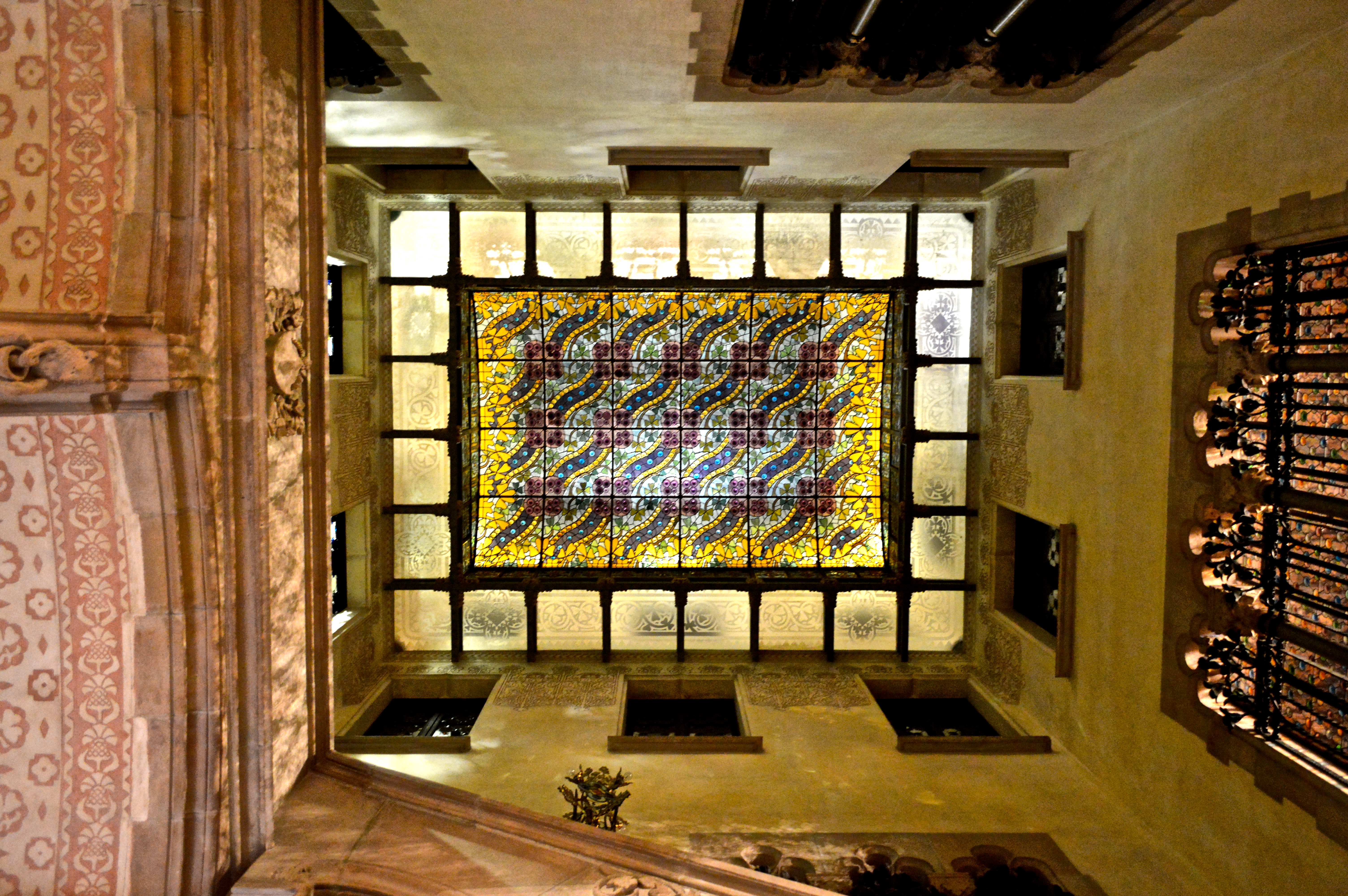
Glas in lood boven de traphal
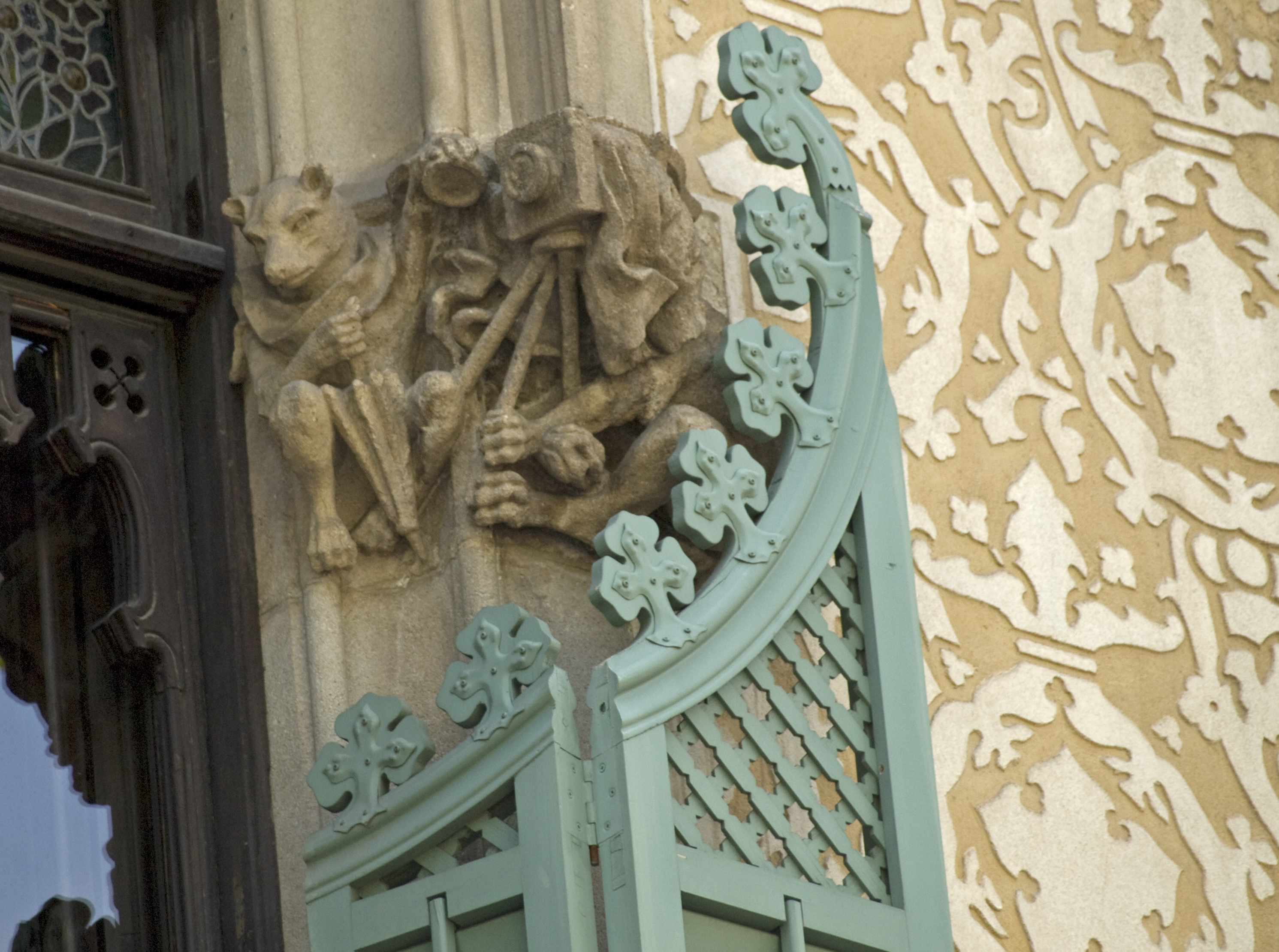
Rat met fototoestel: ornament in de voorgevel